# Nils Mortimer
Nils Mortimer Moreno (Málaga, 11 de junio de 2001) es un futbolista español que juega como extremo derecho en el Académico de Viseu de la segunda división de Portugal.

## Trayectoria
Es un jugador formado en las categorías inferiores de un club malagueño, "UD. La Mosca". Tiempo después, fichó por las categorías inferiores del Sevilla FC en el que estuvo hasta la edad de 10 años. En 2011, firmó por el Málaga CF para formar parte durante dos temporadas de la Academia malaguista. 
En 2013 firma por el fútbol base del FC Barcelona en el que iría quemando etapas hasta finalizar su etapa juvenil en 2020.
El 23 de abril de 2018, se proclama campeón de la Liga Juvenil de la UEFA 2017-18 con el Juvenil "A" del FC Barcelona.
El 24 de marzo de 2019, hace su debut con el FC Barcelona "B", en un encuentro frente al CD Ebro.
En la temporada 2019-20, disputa 6 partidos en el Grupo III de la Segunda División B de España y 3 partidos de promoción a la Segunda División de España con el FC Barcelona "B".
En la temporada 2020-21, disputa 10 partidos en el Grupo III de la Segunda División B de España.
En verano de 2021, hizo parte de la pretemporpoada con el primer equipo azulgrana a las órdenes de Ronald Koeman, siendo titular contra el Girona FC (3-1) y tuvo minutos en el enfrentamiento en VfB Stuttgart que el FC Barcelona se impuso por 0-3.
En la temporada 2021-22, disputaría 18 encuentros en la Primera Federación en los que sumó 696 minutos y marcó un gol, en la última jornada en el feudo del UCAM Murcia CF.
El 7 de julio de 2022, se oficializa su fichaje por el Viborg FF de la Superliga de Dinamarca por tres temporadas.

## Clubes
Actualizado al último partido disputado el 28 de mayo de 2022.
| Club             | País      | Año       | Partidos | Goles |
| ---------------- | --------- | --------- | -------- | ----- |
| FC Barcelona "B" | España    | 2019-2022 | 35       | 1     |
| Viborg FF        | Dinamarca | 2022-act. | 0        | 0     |